# 奈曼部
奈曼部是明代察哈尔八部之一、清朝蒙古部落，“奈曼”意为“八”，与成吉思汗征服的乃蛮部同名。 
16世纪初，达延汗统一东部蒙古，其子兀鲁思孛罗（或图鲁博罗特，存在争议）的曾孙额森伟征统辖奈曼部，从属于察哈尔万户。后金天聪元年（1627年），额森伟征之子衮楚克率属归附皇太极，赐号和硕齐，在旧地游牧。次年，随军征察哈尔，以功赐号达尔汉。清崇德元年（1636年），编奈曼部为一扎萨克旗，属昭乌达盟。今内蒙古自治区通辽市有奈曼旗。